# Họ Nhục đậu khấu
Họ Nhục đậu khấu (hay còn gọi là họ Máu chó, danh pháp khoa học: Myristicaceae) là một họ thực vật có hoa trong bộ Mộc lan (Magnoliales), bao gồm khoảng 20-21 chi và khoảng 475 loài, bao gồm các loại cây bụi và cây thân gỗ. Họ này phân bổ khắp vùng nhiệt đới.
Một chi là chi Myristica, tức nhục đậu khấu, có giá trị thương mại như là một mặt hàng gia vị.

## Các chi
- Bicuiba: 1 loài, Brazil.
- Coelocaryon: 3-7 loài, nhiệt đới châu Phi
- Compsoneura: Khoảng 17 loài, châu Mỹ
- Endocomia: 4 loài, từ Hoa Nam tới New Guinea
- Gymnacranthera: Khoảng 7 loài, châu Á
- Haematodendron: 1 loài, Madagascar
- Horsfieldia: Khoảng 100 loài săng máu, châu Á
- Iryanthera: Khoảng 20 loài, châu Mỹ
- Knema: Khoảng 95 loài máu chó, như máu chó Bắc Bộ (Knema tonkinensis), châu Á.
- Myristica: Khoảng 175 loài nhục đậu khấu, châu Á
- Osteophloeum: 1 loài, Nam Mỹ
- Otoba (bao gồm cả Dialyanthera): Khoảng 8 loài, châu Mỹ
- Paramyristica: 1 loài, New Guinea
- Pycnanthus: 3-6 loài, nhiệt đới châu Phi
- Scyphocephalium (bao gồm cả Ochocoa): 3-4 loài, nhiệt đới châu Phi
- Virola: Khoảng 60 loài, Nam Mỹ

Nhánh Mauloutchioid
- Brochoneura: 5 loài, Madagascar
- Staudtia: nhiệt đới châu Phi
- Cephalosphaera: 1 loài, Tanzania.
- Doyleanthus: 1 loài, Madagascar
- Maloutchia (bao gồm cả Maloutchia): Khoảng 10 loài, Madagascar

## Phát sinh chủng loài
Các mối quan hệ trong phạm vi họ này vẫn chưa rõ ràng. Các đơn vị phân loại thuộc về châu Phi đại lục và Madagascar có thể tạo thành một nhánh, có lẽ có quan hệ chị em với Compsoneura (nhưng có lẽ là do hấp dẫn nhánh dài), về tổng thể, địa sinh học và các mối quan hệ có thể khái quát hóa như sau các đơn vị phân loại châu Á + các đơn vị phân loại châu Mỹ các đơn vị phân loại Madagascar và châu Phi đại lục. Trong phạm vi các thành viên thuộc nhánh châu Á/Malesia thì Knema và Myristica có thể là các đơn vị phân loại chị-em. Một số tác giả đề xuất rằng các nhị hoa rời (ở một số loài thì nhị hoa nhiều và dường như xếp thành vòng xoắn) và áo hạt nhỏ của Mauloutchia, dường như là các đặc trưng trạng thái tổ tiên (plesiomorph), thì trên thực tế có thể là các trạng thái phái sinh.
Trong phân tích của Sauquet và ctv (2003) thì nhánh Mauloutchioid bao gồm các chi ở Madagascar (Malagasy) là Brochoneura, Doyleanthus và Mauloutchia) cùng chi đơn loài ở Tanzania là Cephalosphaera. Ngoài ra, chi đơn loài Staudtia, một chi phân bố rộng tại miền trung và miền tây vùng nhiệt đới châu Phi, là gắn với nhánh này, với vị trí là nhóm chị-em với nhánh chứa 4 chi Brochoneura, Mauloutchia, Cephalosphaera và Doyleanthus, trong đó Brochoneura và Mauloutchia là chị-em với nhau.
Ngoài nhánh mauloutchioid, quan hệ giữa các chi còn lại lại thay đổi đáng kể trong các phân tích khác nhau và hiện tại chỉ được dung giải khá tệ. Hai chi Coelocaryon và Pycnanthus (cả hai đều sinh sống tại trung và tây khu vực nhiệt đới châu Phi) có quan hệ chị-em. Chi Otoba sinh sống ở châu Mỹ có thể có quan hệ chị-em với nhánh chứa 2 chi này, và chúng hợp thành một nhánh có quan hệ chị-em với nhánh mauloutchioid. Quan hệ chị-em giữa 2 chi sinh sống ở châu Á là Knema và Myristica được hỗ trợ bởi các dữ liệu phân tử, nhưng lại không khi xem xét bằng các dữ liệu hình thái hay dữ liệu kết hợp toàn phần, do sự xen vào của các chi bổ sung không lấy mẫu trong bộ dữ liệu phân tử. Hai chi Haematodendron (Madagascar) và Scyphocephalium (châu Phi) xen lẫn vào với các chi châu Mỹ và châu Á.